# Dragon Boy
 (mai 2017).
Si vous disposez d'ouvrages ou d'articles de référence ou si vous connaissez des sites web de qualité traitant du thème abordé ici, merci de compléter l'article en donnant les références utiles à sa vérifiabilité et en les liant à la section « Notes et références ».
Dragon Boy est un manga d'Akira Toriyama publié en juin 1983 dans Fresh Jump's au Japon, et plus tard par Glénat en France dans Akira Toriyama Histoires Courtes volume 2.

## Histoire
TanTon est un jeune garçon qui s'entraîne aux arts martiaux au pays de Sen. 
Son maître, Shaoline, accompagné de son nuage magique, lui donne la mission d'escorter la princesse du Royaume de Ka. 

## Analyse
Cette histoire fut créée alors qu'Akira Toriyama dessinait toujours Dr. Slump, en juin et septembre 1983, dans Fresh Jump's. À cette époque, il réalisait ses planches avec sa télévision branchée. Il y passait souvent des films avec Jackie Chan, dont il est fan. C'est alors qu'il eut l'idée de réaliser un manga de kung-fu, de préférence court comme lui conseilla son éditeur. Dragon Boy était né. Ce manga est divisé en deux chapitres et prédestine Dragon Ball pour de nombreuses raisons. Beaucoup d'éléments sont communs aux deux mangas : la montagne, le maître vicieux, le polymorphe, la jeune fille irascible, la naïveté du personnage, la boule du dragon... D'autres éléments importants sont issus de légendes chinoises, comme le nuage magique (Le Roi des singes). Les premières planches de Dragon Boy commencent par une démonstration de force. L'action y est très développée, la fantaisie aussi et l'humour se transforme peu à peu en poésie. Ce manga eut beaucoup de succès. On s'attache rapidement aux personnages mais après le deuxième épisode, on reste sur sa faim. En vérité, leurs aventures sont loin d'être finies mais l'auteur n'y donna jamais de suite.